# Арести, Симоне
Симоне Арести (итал. Simone Aresti; род. 15 марта 1986, Карбония, Сардиния) — итальянский футболист и тренер, выступавший на позиции вратаря.  

## Карьера
Воспитанник футбольной академии итальянского клуба «Кальяри». Вместе с молодёжной командой становился чемпионом молодёжного первенства. В декабре 2006 года футболист стал привлекаться к матчам с основной командой клуба. Дебютировал за основную команду 27 мая 2007 года в матче заключительного тура Серии A против клуба «Асколи», заменив в начале второго тайма Антонио Кименти. 
В июле 2007 года на правах арендного соглашения присоединился к клубу «Пистойезе». Дебютировал за клуб 26 августа 2007 года в матче против клуба «Ланчано». Футболист сразу же стал основным вратарём клуба, однако в декабре 2007 года выбыл из распоряжения клуба до конца сезона. Вместе с клубом вылетел в этап плей-офф за сохранение прописки в чемпионате. По итогу стыковых матчей победили клуб «Санджованнезе», где футболист принял участие в ответной встрече. По окончании срока арендного соглашения покинул клуб.
В июле 2009 года футболист перешёл в итальянский клуб «Альгеро». Дебютировал за клуб 19 сентября 2009 года в матче против клуба «Про Сесто». Футболист быстро закрепился в основной команде клуба, по итогу став ключевым вратарём. По итогу сезона закончил чемпионат на шестом месте, отличившись 16 «сухими» матчами. В июле 2010 года футболист покинул клуб, после чего на протяжении года находился в статусе свободного агента.
В августе 2011 года футболист присоединился к клубу «Савона». Дебютировал за клуб 4 сентября 2011 года в матче против клуба «Монтикьяри». Футболист сразу же закрепился в основной команде клуба, став основным вратарём. В матче 29 января 2012 года против клуба «Джачоменсе» футболист отличился своим дебютным забитым голом. Спустя пару месяцев 11 марта 2012 года итальянский вратарь отличился своим вторым забитым голом в матче против клуба «Ренате». В дебютном сезоне футболист вместе с клубом закончил чемпионат в середине турнирной таблицы.
В последующих сезонах футболист продолжил выступать в клубе в роли основного вратаря. По итогу сезона 2013/2014 годов футболист вместе с клубом вышел в раунд-плей-офф на повышение в классе. Победив в четвертьфинальном матче «Виченцу», отправился в полуфинал стыковых матчей, где по итогу встреч уступил клубу «Про Верчелли». Всего же провёл за клуб 106 матчей во всех турнирах на протяжении 3 сезонов, в которых отличился 2 забитыми голами.
В июле 2014 года футболист перешёл в «Пескару», которая выступала в итальянской Серии B. Сезон футболист начинал на скамейке запасных. Дебютировал за клуб 4 октября 2014 года в матче против клуба «Виртус Энтелла». Затем футболист смог закрепиться в клубе в роли основного вратаря до конца января 2015 года, после чего снова вернулся в кроли резервного вратаря. Закончил сезон на итоговом седьмом месте, после чего клуб отправился в стыковые матчи, которые сам футболист пропустил, где в финале уступили «Болонье».
Новый сезон за клуб футболист начал с матча 6 сентября 2015 года против клуба «Ливорно». На протяжении всего сезона футболист также оставался резервным вратарём итальянского клуба. По итогу сезона вместе с клубом занял четвёртое место в чемпионате, снова отправившись в раунд плей-офф на повышение в классе. Победив в полуфинальных матчах клуб «Новара», футболист вместе с клубом вышел в финал, где также по сумме матчей одержал победу против клуба «Трапани» и вышел в Серию A. Сам футболист все стыковые матчи провёл на скамейке запасных.
В августе 2016 года футболист перешёл в клуб «Тернана». Новый сезон футболист начал на скамейке запасных в роли резервного вратаря. Дебютировал за клуб 19 ноября 2016 года в матче против клуба «Виртус Энтелла». Заем футболист смог закрепиться в стартовом составе клуба, до конца сезона выступая уже в амплуа основного вратаря клуба. Закончил сезон на итоговом восемнадцатом месте, после чего покинул клуб.
В июле 2017 года футболист присоединился к клубу «Ольбия» из итальянской Серии C. Дебютировал за клуб 28 августа 2018 года в матче против клуба «Пиза». Футболист сразу же закрепился в основной команде клуба, став основным вратарём. Закончил сезон на итоговом тринадцатом месте в турнирной таблице. 
В июне 2018 года футболист вернулся в «Кальяри». В клубе футболист стал резервным вратарём. Свой первый матч сыграл 18 августа 2019 года в матче Кубка Италии против клуба «Кьево», заменив на 41 минуте Вальтера Бирсу, так как основной вратарь Рафаэл получил прямое удаление. Больше за клуб футболист на поле не вышел. 
В январе 2020 года футболист вернулся в «Ольбию», подписав контракт до конца сезона. Первый матч за клуб сыграл 12 января 2020 года в матче против клуба «Джиана Эрминио». Провёл вторую половину сезона в клубе как основной вратарь, вместе с которым выбыл в раунд плей-офф за сохранение прописки в Серии C, где по сумме матчей победил «Джиана Эрминио». По окончании сезона покинул клуб.
В сентябре 2020 года футболист на правах свободного агента вернулся в «Кальяри». В клубе продолжил выступать в роли одного из резервных вратарей. В феврале 2022 года футболист продлил контракт с клубом до конца сезона 2023 года. По итогу сезона 2021/2022 годов вместе с клубом вылетел в Серию B. Спустя сезон через раунд плей-офф футболист вместе с клубом снова вернулись в Серию А. В июле 2023 года футболист продлил контракт с клубом ещё на сезон. В июле 2024 года футболист завершил профессиональную карьеру.

## Тренерская карьера
В июле 2024 года стал тренером вратарей юношеской команды в возрастной категории до 18 лет в клубе «Кальяри».